# Ochoterenatrema labda
Ochoterenatrema labda är en plattmaskart. Ochoterenatrema labda ingår i släktet Ochoterenatrema och familjen Lecithodendriidae. Inga underarter finns listade i Catalogue of Life.